# Palacio de Villamanrique de la Condesa

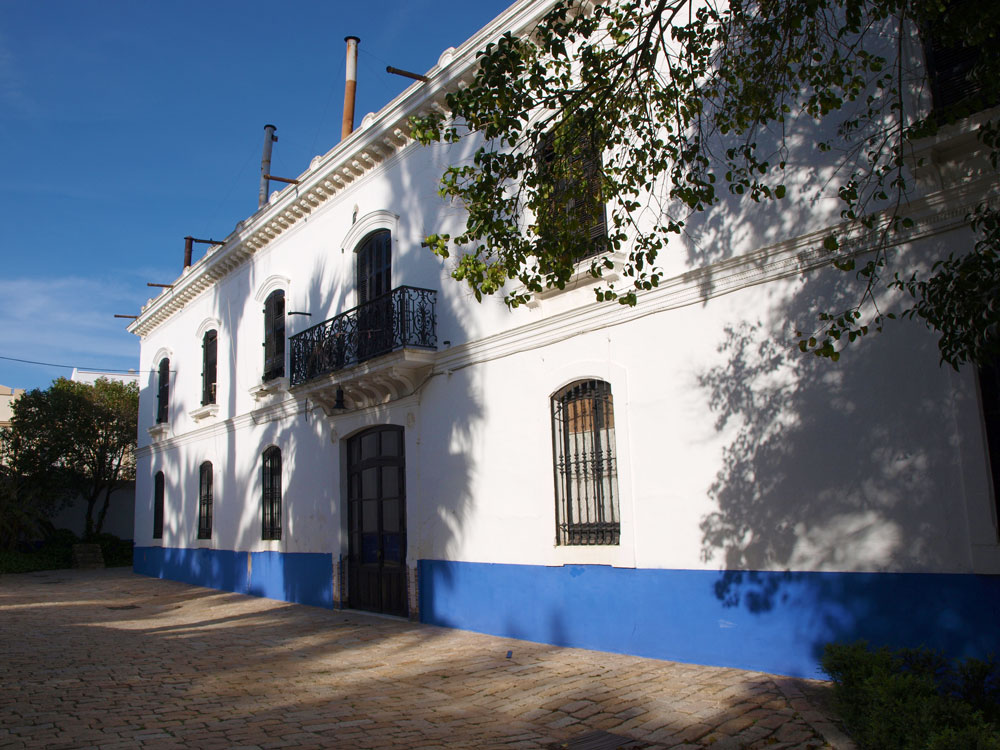
Fachada principal del palacio.

El palacio de Villamanrique de la Condesa de París (provincia de Sevilla) es una construcción de mediados del siglo XIX que se ubica en el centro de la población, en la que participaron arquitectos franceses y donde se mantiene la interpretación de la vivienda rural tradicional andaluza, bajo la concepción decorativa de influencias francesas.
Sus jardines, en los que perviven caracteres de la tradición andaluza con presencia de áreas de frutales intercalados entre setos recortados y plantas de carácter ornamental, se hallan dentro de la estética romántica y están próximos en ello a los de la residencia de los Montpensier en Sevilla, el palacio de San Telmo. 
En Villamanrique de la Condesa, el palacio de Orleans ha jugado un importante papel en el desarrollo y la configuración urbana. Fue punto de partida para la dinamización económica y poblacional de un núcleo muy reducido antes de su emplazamiento. 

## Descripción
Dentro del monumento pueden diferenciarse tres grandes áreas: 
1. La zona anterior a la casa palacio, abierta y ajardinada, con un gran parterre central sembrado de palmeras, que sirve de entrada y apeadero a la vivienda. Una verja y cancela decorada con flores de lis y otros motivos de carácter regio, establecen el límite y conexión con la calle Santa María Magdalena. En esta zona aparecen edificaciones auxiliares, tales como las cocheras y las cuadras. 
2. La propia casa palacio, que ofrece su fachada principal a la zona abierta descrita en el punto anterior. Esa fachada, de composición marcadamente horizontal, ofrece en sus dos plantas un ritmo de vanos apenas decorados por un molduraje simple, que se interrumpe con la colocación central de la puerta principal sobre la que abre un balcón con barandaje de forja. En conjunto, es de aspecto sencillo, propio de los inmuebles del ámbito rural; conserva sus muros encalados y sólo destaca, en contraste bicromático, el zócalo pintado en color azul añil. 
El edificio es de planta cuadrada y se ordena en torno a un patio central, solado de mármol blanco, con galerías de arcos de medio punto en sus cuatro frentes en la planta baja y balcones en la alta. Las columnas de este patio ostentan en sus capiteles escudos y divisas de la familia Manríquez de Zúñiga, pues son elementos reaprovechados de una construcción anterior, que se remonta al siglo XVI, existente en este mismo lugar; son también relacionables con esa construcción anterior las cámaras localizadas a inferior nivel bajo las dos crujías laterales, abovedadas y con restos de azulejerías del siglo XVII. 
Interiormente, la mayoría de las estancias cuentan con elementos decorativos de interés, pero las que destacan son algunas cuya ornamentación evoca lo cortesano francés, a base de paneles de madera sobre la pared y filetes dorados que organizan el espacio murario creando desde el zócalo a modo de grandes tarjas, lugares para la colocación de pinturas u otros elementos. Es digno de mención el cuerpo de escaleras, ubicado en un ángulo del patio, que presenta un techo decorado con motivos heráldicos y grecas. 
3. El jardín privado de la casa, situado en la parte trasera, posee generosas dimensiones. Organizado al modo romántico, cuenta con una red de pequeños y recoletos senderos que parten de tres vías principales. Entre ellos se extienden parterres en los que se observa una gran masa de vegetación que cuenta con ejemplares de considerable edad, algunos preexistentes a la construcción del palacio. Destacan por su gran número las palmeras, y hay especies americanas, poco frecuentes en la zona. 
En el jardín se encuentran una interesante serie de edificaciones de diversa índole: Los restos de un edificio porticado, de planta cuadrada, con tres arcos de medio punto en cada lado, que hay que relacionar con un convento de franciscanos que existió en este lugar. Otros vestigios del mismo —el muro de la nave del Evangelio de la Iglesia hasta la altura de la ventana superior— están incorporados a una construcción moderna, propiedad del Ayuntamiento y destinada a Casa de Cultura. Existe también un estanque con barandaje de hierro entre pilares de ladrillo y varias albercas para el riego. 
En las proximidades de la fachada trasera del palacio se pueden observar restos de antiguos molinos y almacenes edificados por la familia Manríquez de Zúñiga en 1577, según una inscripción allí existente. 
Elemento singular es la pequeña caseta con cubierta a dos aguas, levantada para servir de central eléctrica para el abastecimiento del palacio, que conecta con la tipología de la arquitectura fabril de la segunda mitad del siglo XIX, y fue de las primeras centrales construidas en España por la iniciativa privada.